# Doğançayır, Seyitgazi
Doğançayır là một thị trấn thuộc huyện Seyitgazi, tỉnh Eskişehir, Thổ Nhĩ Kỳ. Dân số thời điểm năm 2011 là 1.207 người.